# Brillia argentituba
Brillia argentituba är en tvåvingeart som beskrevs av Hazra och Chaudhuri 2002. Brillia argentituba ingår i släktet Brillia och familjen fjädermyggor. Inga underarter finns listade i Catalogue of Life.